# Regnault (cratère)
Regnault est un cratère d'impact lunaire situé au nord-ouest de la face visible de la Lune. Il se trouve au nord du cratère Galvani, à l'ouest du cratère Xenophanes et à l'ouest immédiat du cratère Volta dont il est en partie inclus dans sa partie occidentale. Étant situé à la limite occidentale de la face visible de la Lune, Il est vu à un angle très oblique, ce qui limite le détail qui peut être aperçu. La visibilité de ce cratère est également affectée par la libration de la Lune. Comme le bord oriental du cratère Regnault se trouve en face de la bordure du cratère Volta, cette bordure est un peu moins importante que pour la moitié ouest. Le bord n'a pas été fortement érodé, même si un petit craterlet se trouve en face de la bordure nord. 
En 1935, l'Union astronomique internationale lui a attribué le nom de Regnault en l'honneur du chimiste et physicien français Henri Victor Regnault.

## Cratères satellites

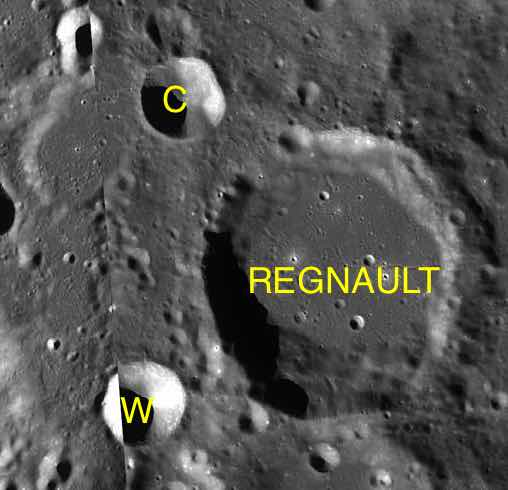
Carte des cratères satellites de Regnault.

Par convention, les cratères satellites sont identifiés sur les cartes lunaires en plaçant la lettre sur le côté du point central du cratère qui est le plus proche de Regnault.
| Regnault | Latitude | Longitude | Diamètre |
| -------- | -------- | --------- | -------- |
| C        | 55.2° N  | 89.2° W   | 14 km    |
| W        | 53.5° N  | 89.9° W   | 15 km    |